# Canthidium bovinum
Canthidium bovinum är en skalbaggsart som beskrevs av Edgar von Harold 1867. Canthidium bovinum ingår i släktet Canthidium och familjen bladhorningar. Inga underarter finns listade.